# Who Let In The Rain
«Who Let In The Rain» es una canción interpretada por la cantante estadounidense Cyndi Lauper, incluida en su cuarto álbum de estudio, Hat Full of Stars (1993). La compañía discográfica Epic Records la publicó como el primer sencillo del álbum el 22 de junio de 1993. Posteriormente figuró en los recopilatorios Twelve Deadly Cyns... and Then Some (1994) y The Great Cyndi Lauper (2003). Compuesta por Allee Willis y Lauper y producida por Junior Vasquez y esta última, es una balada de género pop, que habla acerca del final de una relación amorosa.  
En general «Who Let in The Rain» obtuvo reseñas positivas de los críticos y periodistas musicales, quienes la consideraron una de las mejores baladas de la carrera de la intérprete. Desde el punto de vista comercial no consiguió ingresar en la lista del Billboard Hot 100, sin embargo llegó al puesto treinta y tres del Adult contemporary. 
Su lanzamiento incluyó una Cara B, llamada "Cold", una pista animada de las sesiones de Hat Full of Stars. Junior Vasquez produjo la canción con Lauper y también produjo la mayor parte del resto del álbum. Cyndi escribió la canción con Allee Wilis. 

## Antecedentes
Si bien el tercer álbum de Lauper A Night to Remember (1989) obtuvo una recepción comercial positiva a nivel mundial, no logró convencer a la crítica musical, que lo llamó «descuidado» y consideró que las canciones estaban llenas de «clichés». En los años posteriores a A Night to Remember, la cantante participó en varios conciertos junto con otros artistas, como The Wall - Live in Berlin con Roger Waters, con quien interpretó el tema «Another Brick in the Wall». Además, fue parte del concierto tributo a John Lennon realizado en Liverpool. En 1991, protagonizó su segunda película Off and Running, en cuyo rodaje conoció al actor David Thornton, con quien se casó a finales del año. Un año más tarde colaboró para el musical Tycoon en la grabación de la canción «The World is Stone», la cual obtuvo un buen desempeño en varios países de Europa, especialmente en Francia, pues llegó al segundo puesto de la lista Syndicat National de l'Édition Phonographique (SNEP). Todos estos años y eventos ocurridos le sirvieron para revaluar su carrera y la nueva dirección que deseaba tomar. Sobre su nuevo proyecto, Lauper recordó:

Luego de casarme con David, decidimos olvidar los problemas y nos fuimos al Cabo durante un mes. Solo quería sentirme viva. Tenía que volver a encontrar el sentido de por qué había empezado a cantar. ¿Por qué me convertí en artista?, ¿cuál fue mi historia? Iba a escribir un libro, pero supongo que el momento no era el adecuado, así que dije: «Está bien, no puedes escribir un libro pero puedes escribir tu historia en canciones. Así que hazlo».

## Posicionamiento en listas
| País           | Lista                    | Posición |
| -------------- | ------------------------ | -------- |
| Australia      | ARIA                     | 109      |
| Unión Europea  | European Hot 100 Singles | 90       |
| Estados Unidos | Adult Contemporary       | 33       |
| Nueva Zelanda  | Recorded Music NZ        | 12       |
| Reino Unido    | UK Singles Chart         | 32       |